# Emperador Shun de Han
El emperador Shun de Han (chino simplificado: 汉顺帝; chino tradicional: 漢順帝; pinyin: Hàn Shùn Dì; Wade-Giles: Han Shun-ti; 115 – 20 de septiembre de 144) fue un emperador de la dinastía china Han y el octavo emperador de los Han orientales. Reinó desde diciembre de 125 hasta septiembre de 144.
El emperador Shun (príncipe Bao) era el único hijo del emperador An de Han. Tras la muerte del emperador An en abril de 125, la emperatriz viuda Yan, sin hijos pero deseosa de conservar el poder, desplazó del trono al príncipe Bao (cuyo título de príncipe heredero había despojado erróneamente al emperador An en 124) en favor de Liu Yi, marqués de Beixiang. Después de que Liu Yi muriera tras reinar menos de siete meses, los eunucos leales al príncipe Bao, liderados por Sun Cheng, llevaron a cabo un exitoso golpe de estado contra la emperatriz viuda, y el príncipe Bao fue declarado emperador a la edad de 10 años.
El pueblo tenía grandes expectativas puestas en el emperador Shun, cuyo reinado sucedía al de su incompetente y violento padre. Sin embargo, aunque la personalidad del emperador Shun era suave, era tan incompetente como su padre y la corrupción continuó sin disminuir entre eunucos y funcionarios. También confió excesivamente el gobierno al padre de su esposa, la emperatriz Liang Na, Liang Shang (梁商) –un hombre de modales suaves, íntegro pero poco hábil–, y luego al hijo de Liang Shang, Liang Ji –un hombre corrupto y autocrático–. En general, el reinado del emperador Shun supuso una mejora con respecto al de su padre, pero esta pequeña mejora fue incapaz de frenar el continuo declive de la dinastía Han Oriental.
El emperador Shun murió a la edad de 29 años después de reinar durante 19 años. Le sucedió su hijo, el emperador Chong.

## Contexto familiar
El príncipe Bao nació del emperador An y su concubina la consorte Li en 115, al parecer poco después de que el emperador An hubiera creado emperatriz a su favorita Yan Ji. La emperatriz Yan no tuvo hijos y, por celos, envenenó a la consorte Li hasta la muerte, un acto que quedó impune. La emperatriz Yan seguiría guardando rencor al príncipe Bao, a pesar de su juventud. En el momento de su nacimiento, su padre, el emperador An, seguía a la sombra de la emperatriz viuda Deng Sui.
El 25 de mayo de 120, el emperador An creó príncipe heredero al príncipe Bao, ya que era hijo único del emperador An. La emperatriz viuda Deng murió en abril de 121; con su muerte, el emperador An pudo por fin ejercer el poder en solitario.

## Destitución como príncipe heredero y entronización
En 124, algunas de las personas de confianza del emperador An, los eunucos Jiang Jing (江京) y Fan Feng (樊豐) y su nodriza Wang Sheng (王聖), por razones que ya se desconocen, acusaron falsamente a la nodriza del príncipe heredero Bao, Wang Nan (王男), y al cocinero Bing Ji (邴吉, no confundir con el primer ministro del emperador Xuan del mismo nombre) de crímenes no especificados. El emperador An ejecutó a Wang y Bing y exilió a sus familias. El príncipe heredero, de nueve años, se entristeció enormemente. Jiang y Fan, temerosos de represalias posteriores, conspiraron con la emperatriz Yan (que siempre había odiado al príncipe heredero Bao por no ser hijo suyo) para acusar falsamente de crímenes al príncipe heredero Bao y a sus sirvientes. El emperador An les creyó y degradó al príncipe heredero Bao a príncipe de Jiyin.
En abril de 125, el emperador An murió repentinamente durante un viaje a Wancheng (宛城, en la actual Nanyang, Henan). Aunque el príncipe Bao era el único hijo del emperador An y, por tanto, su heredero lógico, la emperatriz Yan decidió nombrar emperador a alguien más joven para poder controlarlo mejor. Por ello, nombró emperador a Liu Yi (劉懿), marqués de Beixiang. El príncipe Bao, de 10 años, fue excluido no sólo de la sucesión, sino incluso del luto oficial por su padre. La emperatriz viuda Yan y sus hermanos dominaban la escena política.
Ese mismo año, el joven emperador cayó gravemente enfermo. El eunuco Sun Cheng, leal al príncipe Bao, conspiró con el jefe de la casa de éste, Changxing Qu (長興渠), y otros eunucos para restaurar al príncipe Bao. Tras la muerte del joven emperador, Sun y 18 de sus compañeros eunucos atacaron por sorpresa el palacio, mataron a Jiang y obligaron a su colega Li Run (李閏) a unirse a ellos. A continuación, dieron la bienvenida al príncipe Bao al palacio y lo declararon emperador. Durante varios días, las fuerzas de los eunucos lucharon con las de la emperatriz viuda, derrotando finalmente a ésta y a sus hermanos. El clan Yan fue masacrado, mientras que la emperatriz viuda Yan fue confinada en su palacio hasta su muerte en febrero de 126.

## Inicios de reinado
Al comienzo del reinado del emperador Shun, el pueblo tenía la esperanza de que reformaría la situación política de la omnipresente corrupción bajo los yan. Sin embargo, el emperador adolescente demostró ser un gobernante amable pero débil. Aunque confiaba en ciertos funcionarios honrados, también lo hacía en muchos eunucos corruptos, que rápidamente se hicieron con el poder. En 126, Sun Cheng intentó animar al joven emperador a llevar a cabo amplias reformas, pero fue expulsado de la capital por su osadía. Sun volvió a la capital en 128, pero siguió careciendo de influencia para poner en marcha reformas concretas. Otra gran influencia sobre el emperador Shun fue su nodriza Song E (宋娥), descrita como una mujer amable. Pero carecía de la capacidad para ser una consejera eficaz del emperador. Más bien, asumió el papel de emperatriz viuda.
A principios del reinado del emperador Shun, el hijo de Ban Chao, Ban Yong, fue capaz de restaurar eficazmente la soberanía Han sobre los reinos de Xiyu (la actual Xinjiang y la antigua Asia central soviética), pero en 127, Ban Yong fue acusado falsamente de llegar tarde a una acción militar y destituido de su cargo. Tras la destitución de Ban Yong, la situación en Xiyu se deterioró gradualmente.
Aparte de estos sucesos, el gobierno del emperador Shun fue en general un periodo en el que el imperio evitó los períodos de agitación política. Aunque el emperador carecía de capacidad y la corrupción continuaba sin control, su bondad personal permitió al pueblo una cierta paz.
En el año 131, el emperador Shun quiso crear una emperatriz y, como no quería tener favoritos, se planteó echar suertes ante los dioses para determinar quién debía ser la emperatriz. Después de que sus funcionarios le desaconsejaran esta acción, finalmente eligió a una de sus consortes, Liang Na, por considerarla la más virtuosa y racional. La creó emperatriz en marzo de 132. Ella tenía 16 años y él 19. Su padre, Liang Shang (梁商), se convirtió en un honrado funcionario y fue ascendiendo gradualmente a puestos cada vez más importantes.

## Final de reinado
En el año 135 se produjeron dos importantes cambios políticos. A los eunucos-marqueses se les empezó a permitir pasar sus marcas a sus hijos adoptivos, y Liang Shang se convirtió en el comandante de las fuerzas armadas y, de hecho, en la persona más poderosa del gobierno imperial. Ninguno de estos dos acontecimientos pareció importante en su momento, pero tuvieron grandes implicaciones. El primero demostró que el poder de los eunucos se estaba convirtiendo en algo sistémico, y el segundo supuso el inicio del control de los Liang sobre el gobierno imperial durante varias administraciones.
Liang Shang era, al igual que su yerno, un hombre amable que carecía de verdaderas habilidades políticas, aunque aparentaba ser honesto, compasivo y ético. Por ejemplo, en 138, cuando hubo una conspiración de algunos eunucos para socavarle que el emperador Shun descubrió, abogó por la clemencia, y aunque el emperador Shun no estuvo del todo de acuerdo con él, la intercesión de Liang salvó claramente muchas vidas. Sin embargo, tanto él como el emperador Shun confiaban en su hijo Liang Ji (梁冀) que, a diferencia de su padre, era corrupto y violento.
Entre los años 136 y 138 se produjeron varias rebeliones de nativos en diversas partes del sur de China. Aunque en general fueron sofocadas con relativa facilidad (en particular, los rebeldes se rendían de buena gana si los funcionarios corruptos contra los que protestaban eran sustituidos por el emperador Shun), presagiaban las rebeliones mucho más graves que vendrían en las décadas siguientes. Además, en 139, los Qiang volvieron a rebelarse, y esta vez la rebelión no sería sofocada fácilmente y acosaría al emperador Shun durante el resto de su reinado. De hecho, en 141, las fuerzas Qiang aniquilaron a una fuerza Han liderada por Ma Xian (馬賢) e incendiaron los jardines-tumba de varios emperadores Han occidentales en la región de Chang'an. Además, se iniciaron rebeliones agrarias en las provincias de Jing (荊州, actuales Hunan, Hubei y sur de Henan) y Yang (揚州, actuales Jiangxi, Zhejiang y centro y sur de Jiangsu, Anhui), que no se pacificarían durante el resto del reinado del emperador Shun.
En septiembre de 141, Liang Shang murió. Inexplicablemente, el emperador Shun cedió su puesto al hijo de Liang, Liang Ji, y cedió el puesto de Liang Ji a su hermano menor Liang Buyi (梁不疑). Liang Ji procedió a hacerse con el poder en cada oportunidad, y aunque Liang Buyi intentó animar a su hermano a moderarse en su comportamiento, sus súplicas cayeron en saco roto.
En 144, aparentemente ya enfermo, el emperador Shun creó príncipe heredero a su único hijo Liu Bing (劉炳), nacido de su concubina consorte Yu en 143. Ese mismo año murió el emperador Shun, y el príncipe heredero Bing le sucedió como emperador Chong. La emperatriz viuda Liang ejerció de regente, y aunque personalmente parecía capaz, su confianza en su hermano Liang Ji conduciría a un mayor declive de la posición de los Han orientales. El 26 de octubre de 144, el emperador Shun fue enterrado y recibió el nombre de templo «Jingzong». Sin embargo, en 190, durante el reinado del emperador Xian de Han, el nombre del templo del emperador Shun fue revocado. Al mismo tiempo, también se revocó el título póstumo de «Emperatriz Gongmin» (恭愍皇后), concedido a su madre la consorte Li el 7 de julio de 127.

## Nombres de era
- Yongjian (永建) 126–132
- Yangjia (陽嘉) 132–135
- Yonghe (永和) 136–141
- Hanan (漢安) 142–144
- Jiankang (建康) 144

## Familia
Consortes y descendencia
- Emperatriz Shunlie, del clan Liang (順烈皇后 梁氏; 116-150), nombre personal Na (妠).
- Meiren, del clan Yu (美人 虞氏; m. 179)
  - Princesa Wuyang (舞陽公主), de nombre personal Sheng (生), primera hija.
  - Liu Bing, emperador Xiaochong (孝衝皇帝 劉炳; 143-145), primer hijo
- Guiren, del clan Liang (贵人 梁氏)
- Guiren, del clan Dou (贵人 窦氏)
- Desconocido
  - Princesa Guanjun (冠軍公主), de nombre personal Chengnan (成男), segunda hija.
  - Princesa Ruyang (汝陽公主), de nombre personal Guang (廣), tercera hija